# 湖畔の住人
『湖畔の住人』（こはんのじゅうにん、原題：英: The Inhabitant of the Lake）は、イギリスのホラー小説家ラムジー・キャンベルの短編小説。
1964年にアーカムハウスから刊行された短編集の表題作で、クトゥルフ神話の1つ。筆者のキャンベルはクトゥルフ神話「第二世代」作家である。かつてキャンベル作品の邦訳は限られており、本短編は2013年にようやく日本で翻訳された。
キャンベル作品には疎外感や人間関係への空虚感が含まれ、彼の生育した家庭環境が影響しているためと指摘される。翻訳者の尾之上浩司は「その孤独感、疎外感が効果的に生かされている一本が、この初訳中篇「湖畔の住人」である。現在までにキャンベルの書いたクトゥルフ神話もののなかでも、いちばん迫力があると思うのだが、いかがだろうか。」と解説している。。

## あらすじ
（語り手アランの一人称に、カートライトからの手紙が割り込むという構成をとっている。）
英国ブリチェスター郊外セヴァンヴァレーにある、隕石が落ちた跡と伝説される湖に、何かが棲んでいるという噂があった。人が住むにはあまりにも辺鄙で不便な場所であったが、1790年、湖に棲む神グラーキを崇めるカルトが数件の家屋を建てる。彼らは1870年ごろに姿を消し、無人となった湖畔の家々は賃貸物件となるが、定住する者はいなかった。1960年に借り手が現れるも、すぐに夜逃げ同然で出て行く。
すぐ後、画家のカートライトが新たに移り住む。人里離れたカートライト宅には郵便屋が来ないので、彼は週一回郵便局に行き、知人のアランは彼の近況を手紙で知る。やがてカートライトは悪夢を見るようになる。また疑問を不動産屋に尋ね、前の住人は幽霊を怖がり出て行ったことを知る。友人バルガーとは連絡がとれなくなるが、きっと忙しいのだろうと結論付ける。
カートライトは隣の空き家で手書きノートを発見する。ノートは「グラーキの黙示録」の海賊版であり、カートライトは神グラーキやカルトについて、さらにグラーキが信者をゾンビに変えて操ることを知る。だが手紙を受け取ったアランは本気にせず、逆にカートライトの精神状態を心配する。
返事を書こうとしていたアランのもとに、カートライトから助けを求める電話がかかってくる。彼は車を壊され、徒歩数キロの電話ボックスに居るという。アランはまず道を確認すべく不動産屋を訪問するが、彼は「そんな物件は扱ってない」など不審な態度をとる。アランの車は電話ボックスにたどり着きカートライトを拾う。だが、カートライトは黙示録を回収するため湖に引き返したいと述べ、バルガーはゾンビにされて敵の仲間になっていると話す。家に到着した2人は黙示録を回収する。カートライトは証拠として自分が悪夢を見て描いた絵と、「黙示録のトマス・リーが描いた挿絵」、そして写真の3枚を見せ、いずれも怪物グラーキの姿が描かれていた。それでもアランは半信半疑であったが、車を壊され逃げ道を絶たれたことで、ようやく危機を理解する。
2人は家の中に立てこもる方向に変更する。日が沈み、グラーキとゾンビ達が玄関を破って入ってくる。カートライトは手斧でゾンビを切り倒すが、隙をついてグラーキは棘を伸ばしてカートライトを刺す。刺されたカートライトは棘を切断してゾンビ化を拒み、力尽きる。アランは二階に上り鍵をかけて一晩籠城を耐える。翌朝アランは、十分に日光が照っているのを確認してから家を出て、カートライトの亡骸を見送り、徒歩でブリチェスターまで戻る。アランは警察に説明し、カートライトが描き残したグラーキの絵を見せるが、画家の妄想と判断され信じてもられない。車に乗せていた黙示録は奪われてなくなっており、森や湖を捜索しても何も出てこず、不動産屋はとぼけて関与を否定する。だが凶器の棘を科学分析すると、地球上に無い物質成分であることと、つい最近まで生体細胞であったことが判明する。

## 主な登場人物
- アラン - 語り手。
- トマス・カートライト - 画家。創作のインスピレーションを求めて、湖畔の家を借りる。
- ジョゼフ・バルガー - 2人の友人。カートライトの引越を手伝い別れてから、連絡がとれなくなる。ゾンビにされて日が浅いため、日光耐性がある。
- 不動産屋- ブリチェスターに事務所を構える。いわくつき物件について、事情を聞かれたら説明するが、聞かれなければ喋らない。
- トマス・リー - 家々を建てたグループのリーダー。ゴーツウッド出身。グラーキに出逢いしもべとなった。
- グラーキ - 隕石に乗って飛来した旧支配者[注 1]。墜落時のクレーターが湖となり、現在は湖の底にいる。夢テレパシーで催眠をかけ、棘を刺して体液を送り込んだ相手を意のままに操る。
- ゾンビ - グラーキの従者となった元人間達。日光を浴びると体組織が緑色に変色して崩壊する。

## 作品解説
主役はキャンベルが創造した旧支配者グラーキで、教団と文献「グラーキの黙示録」が登場する。
グラーキはゾンビを作る能力を有する。ゾンビ映画ジャンルはジョージ・A・ロメロ監督作品『ゾンビ』（1978。さらに1968年の『ナイト・オブ・ザ・リビングデッド』にも遡る）で確立されたが、本作の執筆発表の方ががずっと先んじている。作中でも、グラーキが使役する屍者とハイチのゾンビを結びつける形で言及がされている。グラーキゾンビの崩壊は「緑の崩壊」と表現され、元ネタはHPLが『石像の恐怖』（1932）で言及した謎の語であり、またロバート・M・プライスは『緑の崩壊』（1997）で同語について別の描写を行っている。
ドナルド・R・バーリスンが後日談『幽霊湖』（Ghost Lake）を書いているが、日本では未訳である。
本作にて、前時代作家であるクラーク・アシュトン・スミスが創造した神ヴルトゥームを、オリジナルの「グラーキの黙示録」の記述を介することで、初めてクトゥルフ神話に導入している。

## 収録
- 『古きものたちの墓 クトゥルフ神話への招待』扶桑社、尾之上浩司訳
- 『グラーキの黙示 1』サウザンブックス社、尾之上浩司訳（邦題『湖の住人』）

## 関連作品
- 城の部屋、恐怖の橋、妖虫、ヴェールを破るもの、異次元通信機、暗黒星の陥穽、ムーン・レンズ - 本作が表題の短編集にて、同時に発表された。諸作品内で黙示録が登場する。
- グラアキ最後の黙示